# George Albert Wells
George Albert Wells, född 22 maj 1926, död 23 januari 2017, var författare och professor emeritus i tyska vid Birkbeck College, University of London. Han är mest känd för att ha argumenterat för att Jesus aldrig existerat som historisk person, utan var en heltigenom mytisk figur.
G.A. Wells var före detta ordförande för Rationalist Press Association och hade akademisk utbildning i tyska, filosofi och naturvetenskap. Han har undervisat i tyska vid London University sedan 1949 och verkade som professor i tyska där från 1968.

## Arbeten om den tidiga kristendomen
Wells menar att de tidigaste kristna skrifter som har bevarats, framför allt Paulus brev, inte uppvisar någon kunskap om de nytestamentliga evangeliernas berättelser om Jesus som en vandrande predikant som utförde mirakler och som levde och dog några decennier tidigare. De beskriver honom snarare som en mytisk person som hade existerat under oklara förhållanden någon gång i det förgångna. Wells drar därför slutsatsen att de tidigaste kristnas föreställning om Jesus inte baseras på en verklig historisk person utan är en myt som härletts från mystiska spekulationer grundade på den judiska visdomstraditionen. Enligt Wells är evangelietraditionen ett senare steg i utvecklandet av Jesusmyten där Jesusfiguren gavs en konkret historisk inramning och kompletterades efter hand mer fler och fler detaljer.
I Wells senaste publikationer har han spekulerat i möjligheten att vissa element i evangelieberättelserna kan ha baserats på en historisk person från Palestina under det första århundradet. Men han står fast vid att denna tradition är åtskild från kristusmyten i Paulus brev och andra tidiga bibliska skrifter och att det handlar om två traditioner med olika ursprung. Wells drar slutsatsen att rekonstruktionen av denna historiska person från de skrifter som bevarats är en hopplös uppgift.
Wells ståndpunkt att Jesus är en mytisk person har fått stöd från Earl Doherty och en del andra icke-teologer. Bland disputerade teologer och historiker har den fått svagt gehör, men bland andra Robert M. Price, Thomas L. Brodie och Richard Carrier har kommit till liknande slutsatser.
Böcker
- The Jesus Myth
- The Jesus of the early Christians
- The plays of Grillparzer
- Did Jesus exist?
- Religious Postures
- What's in a Name?
- The Origin of Language
- Goethe and the development of science, 1750-1900
- Belief and Make Believe
- Who Was Jesus?